# CD Vaca Díez
CD Vaca Díez ist ein Sportverein aus Cobija, Bolivien, der hauptsächlich für seine Fußballabteilung bekannt ist. Er wird Chubi Pandino und aufgrund seiner Trikotfarben auch Albicelestes genannt.

## Geschichte
Der Klub wurde 1952 von Studenten des Colegio Nacional Dr. Antonio Vaca Díez gegründet. 2005 gewann der CD Vaca Díez den regionalen Campeonato Pandino und qualifizierte sich so erstmals für die Copa Simón Bolívar. Bis 2022 gelang dies Vaca Díez insgesamt achtmal, doch erst 2022 erreichte der Klub aus Cobija das Finale, nachdem er 2020 und 2021 jeweils im Halbfinale ausgeschieden war. Dort traf Vaca Díez auf Libertad Gran Mamoré und konnte nach einem 2:2 nach Verlängerung das Elfmeterschießen mit 4:2 für sich entscheiden. Dies bedeutete einerseits den Titel, andererseits stieg der Klub erstmals in die erste Liga auf. Nach nur einem Jahr stieg der Klub aus dem Norden Boliviens als Tabellenvorletzter wieder ab.

## Erfolge
- Meister Segunda Division (Copa Simón Bolivar): 2022

## Rivalitäten
Größter Rivale von Vaca Díez ist Libertad Gran Mamoré aus Trinidad, seitdem beide Teams 2022 um den Aufstieg in die erste Liga spielten und in der Folgesaison um den Klassenerhalt. Das Duell wird Clásico del Norte oder Clásico Amazónico genannt und ist auch das Duell der Departments Beni und Pando.